# Provinz Antofagasta
Die Provinz Antofagasta (spanisch Provincia de Antofagasta) ist eine Provinz in der chilenischen Región de Antofagasta. Die Hauptstadt ist Antofagasta. Beim Zensus 2017 lag die Einwohnerzahl bei 398.843 Personen. Die Provinz ist nach ihrer Hauptstadt benannt.

## Geographie
Die Provinz Antofagasta liegt in der Atacamawüste und grenzt im Norden an die Provinzen El Loa und Tocopilla, im Westen an den Pazifischen Ozean und im Süden an die Region Atacama.

## Geschichte
Vor 1866 war diese Region umstritten und wurde von Chile und Bolivien beansprucht. Zwischen 1866 und 1879 gehörte die Provinz vertraglich zu Bolivien und war als Departamento Atacama oder Litoral bekannt. Im Salpeterkrieg von 1879 bis 1884 fiel es in den Besitz Chiles und wurde 1904 endgültig abgetreten, was von Bolivien als gewaltsame Übernahme eines Landesteils angesehen wird.

## Wirtschaft
Das Gebiet ist reich an Salz- und anderen Mineralvorkommen mit den wichtigen Caracoles-Silberminen etwa 140 km nordöstlich von Antofagasta. Wie die anderen Provinzen dieser Region produziert Antofagasta für den Export Kupfer, Silber, Silbererze, Blei, Natriumnitrat, Borax und Salz. Auch Eisen- und Manganerze sind hier zu finden.

## Gemeinden
Die Provinz Antofagasta gliedert sich in vier Gemeinden:
- Taltal
- Sierra Gorda
- Mejillones
- Antofagasta